# الامين داوودي
الامين داوودي (26 سبتمبر 1985 بتبسة في الجزائر - ) هو لاعب كرة قدم جزائري في مركز الوسط. لعب مع جمعية الخروب وشباب بلوزداد ومولودية العلمة ونادي مولودية الجزائر.

## روابط خارجية
- الامين داوودي على موقع قاعدة بيانات كرة القدم.إي يو (الإنجليزية)
- الامين داوودي على موقع Soccerway.com (الإنجليزية)